# Richard Commey
Richard Commey (* 10. März 1987 in Accra, Ghana) ist ein ghanaischer Boxer im Leichtgewicht und ehemaliger Weltmeister der International Boxing Federation (IBF). 

## Profikarriere
Richard Commey begann seine Boxkarriere 2011 in Ghana. Nach 24 Siegen boxte er am 9. September 2016 in der Santander Arena von Reading erstmals um den IBF-Weltmeistertitel im Leichtgewicht, verlor jedoch knapp durch geteilte Entscheidung nach Punkten gegen Robert Easter junior.
In einem folgenden IBF-Ausscheidungskampf am 2. Dezember 2016 in Moskau, verlor er ebenfalls durch geteilte Entscheidung gegen Denis Schafikow. Schafikow konnte daraufhin im Juni 2017 um den IBF-Titel im Leichtgewicht boxen, verlor jedoch ebenfalls gegen Robert Easter junior.
Commey gewann zwischenzeitlich wieder drei Kämpfe, darunter einen IBF-Ausscheidungskampf gegen Alejandro Luna, und konnte daraufhin am 2. Februar 2019 erneut um den IBF-Titel im Leichtgewicht boxen. Da Easter junior den IBF-Gürtel im Juli 2018 an Mikey García verloren hatte, welcher wiederum den Titel im November 2018 niedergelegt hatte, boxte Commey um den vakanten Titel und siegte dabei im Ford Center von Frisco durch TKO in der zweiten Runde gegen den Russen Issa Tschanijew, welcher von der IBF auf Rang 3 geführt wurde.
Im Juni 2019 gewann er im kalifornischen Temecula eine Titelverteidigung durch K. o. in der achten Runde gegen Raymundo Beltrán.
Seine zweite Titelverteidigung bestritt er am 14. Dezember 2019 im Madison Square Garden von New York City gegen Teófimo López, der sich in einem finalen IBF-Ausscheidungskampf im Juli 2019 gegen Masayoshi Nakatani durchgesetzt hatte. Commey verlor den Kampf gegen López durch TKO in der zweiten Runde.
Am 11. Dezember 2021 verlor er zudem einstimmig nach Punkten gegen Wassyl Lomatschenko und erzielte am 27. August 2022 ein Unentschieden gegen José Pedraza.
Am 25. März 2023 verlor er durch K. o. in der elften Runde gegen José Ramírez.

## Titelgewinne
- 2. Februar 2019: Weltmeister der IBF
- 11. März 2017: Internationaler Silbermeister der WBC
- 22. Mai 2015: Interkontinentaler Meister der IBF
- 12. Juli 2014: Meister des Commonwealth
- 26. Dezember 2013: Afrikameister der ABU
- 8. März 2013: Afrikameister der IBF
- 16. Dezember 2011: Meister von Ghana